# 沉字桥 (蕉城区)
- 關於其他名为“花桥”的条目，請見「花桥」。
- 關於周宁县境内的省级文物保护单位，請見「登龙桥」。

沉字桥，又名花桥、登龙桥，位于中华人民共和国福建省宁德市蕉城区虎浿镇梅鹤村，是宁德市境内规模最大、保存最为完好的石拱木廊桥，也是福建省文物保护单位梅鹤古建筑群的一部分。沉字桥被明朝万历年间的县丞范节誉为“宁阳第一桥”。

## 名称
沉字桥得名于与朱熹相关的典故。据说南宋淳熙年间，朱熹在古田杉洋讲学期间到宁德石堂游览，走过此桥时有感而发，称石堂在数十年之内“必出异人”，遂在村民正在建设的廊桥上题字，后木匠以为是小孩在木板上涂鸦，试图刨掉涂鸦时却发现墨迹已入木三分，这座桥于是得名沉字桥。该事件七十年后，出身文峰村的理学家陈普在桥上对出了下联。18世纪70年代（清朝乾隆年间），沉字桥曾进行过一次大修，因重修后桥梁工艺精湛而又有了“花桥”的称谓。

## 历史
沉字桥始建于北宋崇宁五年（1106年），桥体历朝历经多次修缮。清乾隆三十四年（1769年）廊屋坍塌，乾隆四十年（1775年，一说为乾隆四十三年）重修，民国二十五年（1936年）亦有重修。2003年12月12日，沉字桥入选蕉城区第四批文物保护单位，2015年随梅鹤古建筑群合并入选蕉城区第八批文物保护单位，2018年9月7日，福建省人民政府将沉字桥公布为第九批文物保护单位。

## 建筑
沉字桥由花崗岩砌成，南北横贯黛溪，全长36米，宽3.5米，有2个桥墩、3个孔洞，廊屋为抬梁穿斗式混合构架双坡顶，高5米，有9个开间、48根桥柱，中间则是歇山顶桥亭。桥内有后人重写的当时朱熹所题写之上联“紫阳诗谶石堂名彰千古”，以及陈普所写的下联“玄帝位尊金厥寿永万年”。沉字桥随梅鹤古建筑群入选省级文物保护单位后，福建省人民政府将每个单体建筑四周外延20米区域划定为保护范围。